# Hoe de kaboutermannekens uit de Kempen verdwenen zijn
Hoe de kaboutermannekens uit de Kempen verdwenen zijn is een sage uit de Belgische provincie Brabant.

## Het verhaal
Een kaboutervolk woont met duizenden in een holle berg en rooft dieren en goederen in de omgeving. De mensen zijn bang en doen niets terug, want de kabouters zijn veel sterker dan zij en kunnen altijd ontkomen. De mensen gaan niet eens hun vee ophalen als ze de dieren zien grazen rond de berg. Op een dag gaat een jongeman naar de berg om zijn koeien terug te vragen. Hij blijft bij de poort en als het één uur 's nachts is ziet hij een koe. De poort wordt geopend en de jongen pakt de koe bij de staart en staat in het midden van de kabouters. De kabouters vallen hem aan en hij vraagt om zijn koeien, anders zal hij van de armoe omkomen. De kabouters krijgen medelijden en thuis ziet hij vijftien koeien op stal en op tafel ligt een beurs vol kronen. De jongen danst de hele nacht van blijdschap en het nieuws is al snel bekend. De boeren gaan allemaal naar de berg en smeken om hun koeien. De volgende nacht vertrekken de kabouters om zich aan de andere kant van de Rijn te vestigen.

## Achtergronden
Er zijn vele verhalen over kabouters in de Kempen. 